# Їглава (округ)
Їглава (чеськ. Okres Jihlava) — адміністративно-територіальна одиниця в краю Височина Чеської Республіки. Адміністративний центр — місто Їглава. Площа округу — 1 199,32 кв. км., населення становить 112 619 осіб.
До округу входять 123 муніципалітетів, з котрих 5 — міста.